# Josep Lacreu Cuesta
Josep Lacreu Cuesta (Burjassot, Horta Nord, 1956) és un lingüista i lexicògraf valencià.
Renovador de les publicacions lingüístiques valencianes en col·laboració amb la Generalitat Valenciana, l'Institut Interuniversitari de Filologia Valenciana i l'editorial Bromera, va ser professor de la Universitat de València i cap del Servei d'Assessorament Lingüístic i Traducció (SALT) de la Generalitat Valenciana, on va iniciar els treballs de desenvolupament del programari de traducció SALT. Des de 2007 és cap de la Unitat de Recursos Lingüísticotècnics de l'Acadèmia Valenciana de la Llengua.
Ha rebut el premi de la crítica, en la modalitat d'estudis lingüístics, atorgat per l'Institut Interuniversitari de Filologia Valenciana pel llibre Diccionari pràctic d'ús del valencià (1999)
i el premi de la Generalitat valenciana a la Contribució a la Normalització Lingüística del Valencià pel seu llibre Diccionari bàsic d'ús del valencià (2000).

## Publicacions[10]
Autor o coautor
- 1990 - Manual d'ús de l'estàndard oral, València, Institut Interuniversitari de Filologia Valenciana (9 edicions).
- 1997 - Vocabulari llenguatge administratiu. Colomar Editors
- 1999 - amb Ofèlia Sanmartín i Bono i Dionís Seguí - Els verbs valencians: manual pràctic, Alzira, Edicions Bromera.
- 2017 - Pren la paraula, Paiporta, Àrbena. Recopilació d'articles sobre alguns aspectes controvertits del valencià.

Director
- 1995 - Vocabulari de barbarismes, València, Generalitat Valenciana i Colomar Editors
- 1995 - Diccionari valencià, València, Generalitat Valenciana - Edicions Bromera - Institut Interuniversitari de Filologia Valenciana (2 edicions).
- 1995 - Els verbs valencians, València, Generalitat Valenciana - Edicions Bromera - Institut Interuniversitari de Filologia Valenciana (5 edicions).
- 1995 - Gramàtica valenciana, València, Generalitat Valenciana - Edicions Bromera - Institut Interuniversitari de Filologia Valenciana (8 edicions).
- 1998 - Diccionari pràctic d'ús del valencià, Alzira, Edicions Bromera (5 edicions).
- 2000 - Diccionari bàsic d'ús del valencià, Alzira, Edicions Bromera (6 edicions).
- 2001 - Diccionari valencià de pronunciació, Alzira, Edicions Bromera.
- 2005 - Diccionari escolar castellà-valencià valencià-castellà, Alzira, Edicions Bromera (2 edicions).
- 2006 - Diccionari d'aula castellà-valencià valencià-castellà, Alzira, Edicions Bromera (2 edicions).
- 2007 - Diccionari de sinònims, antònims i idees afins, Alzira, Edicions Bromera.
- 2008 - Diccionari multiús, Alzira, Edicions Bromera.